# Biblen (teaterstykke)
|  | Andre artikler om biblen: Bibel (flertydig). |
Biblen er et teaterstykke i skrako-formen, som blev afviklet på Nørrebro Teater i perioden 23. februar 2008 – 26. april 2008. Biblen er det første skrako-stykke, der er blevet filmet og udkommet på dvd.
Stykket gennemgår biblen, og dramatiserer visse skildringer, mens andre bliver diskuteret eller omtalt og der bliver draget paralleller til nutiden.
Stykket kom året efter de to komikere Brian Mørk og Christian Fuhlendorff havde lavet et standup-show med samme titel.

## Medvirkende
- Rune Klan
- Blæs Bukki
- Tue Track
- Linda P
- Jonatan Spang